# 李犁
李犁（1921年—2017年12月20日），辽宁岫岩县人，中华人民共和国政治人物。

## 生平
1946年1月参加革命工作，1949年9月加入中国共产党。历任辽宁省林业厅森林经营局副局长，吉林省林业厅森林经营局副局长，吉林省林业厅计划处处长。1980年10月，担任吉林林学院副院长。2017年12月20日在长春逝世，享年96岁。